# 底斑磨塘鱧
底斑磨塘鱧，为輻鰭魚綱鱸形目虾虎鱼亚目鰕虎鱼科的其中一種。分布於太平洋區，包括台灣、日本、菲律賓、印尼、關島、澳洲、帛琉、薩摩亞群島、東加、新喀里多尼亞等海域，生活在亞熱帶海域的礁石區，體長可達4.5公分。